# Краљица Маб
Краљица Маб; филозофска поема; са белешкама (енгл. Queen Mab; A Philosophical Poem; With Notes), или само Краљица Маб (енгл. Queen Mab), филозофска је поема и прво велико песничко дело енглеског књижевника Персија Биш Шелија написана 1813. године. Састоји се од од девет певања и седамнаест белешки. Након значајних прерада, ревидирано издање дела текста било је објављено 1816. године под насловом Демон света (енгл. The Daemon of the World).

## Историја
Поема је написана током Шелијевог раног периода стваралаштва и служи као основа за његову теорију револуције. Прва је његова велика поема. У овом делу, Шели описује двоструку побуну која укључује неопходне промене, изазвану како природом, тако и моралношћу људи.
Шели је идеју „неопходности” преузео од Вилијама Годвина и комбиновао ју је са својом идејом вечно променљиве природе како би успоставио теорију коју ће савремено друштвено зло природно разрешити временом. То је требало да иде заједно са стварањем моралног менталитета код људи који би могли да сагледају идеални циљ савршеног друштва. Идеално друштво је требало да буде постигнуто постепено зато што је Шели (као резултат Наполеонових акција у Француској револуцији) веровао да се савршено друштво не може створити одмах путем насилне револуције. Уместо тога, идеално друштво треба бити створено кроз природну револуцију и повећање броја моралних људи који замишљају боље друштво.
Шели је дао на штампање 250 копија ове радикалне и револуционарне расправе. Краљица Маб прожета је научним језиком и натурализованим моралним начелима потлаченог човечанства у индустријализованом свету. Он је поему написао за приватне сврхе и наменио да је дистрибуира само међу својим пријатељима и познаницима. Око 70 копија овог дела Шели је сам дистрибуирао, док је остатак био послат у Вилијам Кларкову књижару у Лондону. Годину дана пре његове смрти, 1821. године, један од власника радње угледао је преостали примерак. Он је узео ово дело, штампао га у прочишћеном издању и дистрибуирао пиратска издања на црном тржишту. Друштво за превенцију порока се, према речима Ричарда Карлајла, окомило на копије. Шели је након откривања ових копија био ужаснут за које је сматрао не само да су дечачка израда, већ и да могу да потенцијално „више озледе него да служе разлогу слободе”. Он је захтевао забрану трговцима да исту продају, али с обзиром да се поема сматрала илегалном, он није имао ауторска права над делом. Вилијам Кларк био је оптужен и отслужио четири месеца затвора због продавања Краљице Маб.
Британски књижар Ричард Карлајл објавио је ново издање поеме током 1820их. Упркос гоњењу од стране Друштва за превенцију порока, Карлајл је био охрабрен популарношћу Шелијеве поеме и за потребе радничке класе, напредњака и реформиста објавио још четири засебна издања Краљице Маб током 1920их. Између 1821. и 1830их година више од десет пиратских издања Краљице Маб било је штампано и дистрибуирано међу и од стране радничке класе, па је ово дело постало „Библија чартизма”.
Када је Шелијева супруга, Мери Шели, објавила супругова Песничка дела 1839. године, неколико атеистичких пасуса било је уклоњено из поеме. Након што су исти били враћени у другом издању, издавач Едвард Моксон био је оптужен и осуђен за богохуљење и клевету.

## Синопсис
Поема је написана у форми бајке која представља будућу визију утопије на земљи, а састоји се од девет певања и седамнаест белешки. Краљица Маб, вила, спушта се кочијама у место у ком Ијант спава на каучу. Она одваја Ијантов дух или душу од његовог тела и води је на небеско путовање до палате Краљице Маб на ивици универзума.
Краљица Маб тумачи, анализира и објашњава Ијантове снове. Она показује своје визије прошлости, садашњости и будућности. Прошлост и садашњост одликују се угњетавањем, неправдом, бедом и патњом узрокованом монархијом, трговином и религијом. У будућности ће се, међутим, стање човека побољшати и развиће се утопија. Истакнуте су две кључне тачке: (1) смрти се не треба бојати и (2) будућност нуди могућност усавршавања. Човечанство и природа могу се помирити и радити у јединству и слози, а не једно против другог.
Краљица Маб враћа Ијантову душу њеном телу. Ијант се тада буди са „племенитим почетком”.
Од седамнаест белешки, шест њих се баве атеизмом, вегетаријанством, слободном љубављу, улогом неопходности у физичком и спиритуалном царству, као и везом Христа и правила хришћанства.
Главна тема дела јесте усавршавање човекових моралних средстава.
Шелијев циљ био је да су реформа и напредак на многим човековим пољима заправо могући. У својим белешкама о делу, Мери Шели објашњава ауторове циљеве:
Он је био анимиран већим жаром због саосећања за своје сродне душе. Његова саосећајност била је узбуђена бедом са којом се свет бори. Сведочио је патњи сиромашних и био је свестан зла незнања. Желео је да подстакне сваког богатог човека да опљачка себе излишношћу и да створи братство имовине и услуга, и био је спреман да буде први који ће снизити предности свог рођења. Био је толико бескомпромисан да је био спреман да се придружи било којој страни. Он у својој младости није гледао ка постепеном напретку: штавише, у тим данима нетолеранције, сада готово заборављеним, чинило се да је исто тако лако гледати у будућу врсту златног доба слободе и братства, за које је мислио да је правилно стање човечанства, као и гледати садашњу владавину модернизације и напретка. Лоше здравље покренуло га је да верује да ће се његов сој ускоро покренути; тих годину или две било је то све што је имао од живота. Желео је да те године буду корисне и чувене. Он је видео — у страсном позиву његових сродних душа, да једнако деле благослове стварања, да воле и служе једни другима — најплеменитије дело који су му живот и време пружили. У том духу је он написао Краљицу Маб.
Ахасвер, Лутајући Јеврејин, појављује се у Краљици Маб као фантом, али и као пустињак исцелитељ у Шелијевом последњем великом делу —Хелади, драми у стиховима.